# Janet Mock
Janet Mock (Honolulu, Hawái; 10 de marzo de 1983), es una escritora, abogada, periodista y activista trans, conocida por compartir la historia de su transición durante su adolescencia en Marie Claire y un testimonio de vídeo para el proyecto "It Gets Better!" en 2011. Janet habla sobre el retrato, las luchas y los triunfos de las mujeres transexuales. Fundó y dirige la campaña digital #GirlsLikeUs para empoderar a las mujeres transexuales. Además, escribió sobre su lucha por la visibilidad trans en sus memorias tituladas Fish Food. También cuenta historias de su vida en su blog y junto a su pareja Aaron Tredwell, tiene un podcast llamado The Missing Piece.
Tiene un grado de la Universidad de Hawái y un postgrado en periodismo de la Universidad de Nueva York. Janet vive y escribe en Nueva York, donde ha cubierto la cultura pop y el entretenimiento como editora personal de People.com durante más de cinco años. Es miembro del comité de programas del Instituto Hetrick-Martin, donde se está construyendo "trans-específica" de la juventud LGBTQ centro de programación, la creación de recursos y servicios para jóvenes mujeres transexuales. También se desempeñó como copresidente y presentadora nominada a los Premios GLAAD 2012 y será honrada con el Premio Activista por Sylvia Rivera Law Project Sylvia Rivera en noviembre de 2012.
Janet está comprometida con un reto de la sociedad limitada, retrato de la feminidad, fue nombrada el Grio de 100 personas más influyentes, Top Sundance Channel 10 voces LGBT, y 15 GBM News 'Figuras LGBT más influyentes en 2012. Próximamente se puede ver en el documental La Lista LGBTQQA por el célebre fotógrafo y director Timothy Greenfield-Sanders en junio de 2013.

## Vida
Janet Mock (nacida en Honolulu, Hawái) es una escritora, abogada, defensora de los derechos de las transexuales y la editora de la web de la revista People. Ella tiene grados de la Universidad de Hawái y la escuela de posgrado Universidad de Nueva York del periodismo. Se dio a conocer como transexual en 2011 en un artículo de Marie Claire. Janet Mock ahora crea programas específicos para transexuales y educación para la juventud LGBT en el Instituto Hetrick-Martin que opera Harvey Milk High, una escuela secundaria para los adolescentes LGBT en Nueva York. 
Aunque no es gay, Noticias GBM nombró una de las "15 Gay Celebridades Más Poderosas de 2012". Ese mismo año, creó una campaña de Twitter para empoderar a las mujeres transexuales de color, llamado # GirlsLikeUs, y dio la tónica comienzo Lavender discurso en honor a los estudiantes LGBT en la Universidad del Sur de California. Se desempeñó como copresidente y presentadora nominada a los Premios GLAAD 2012. También ha presentado un vídeo sobre sus experiencias como mujer transexual al proyecto "It Gets Better", y ha escrito sobre temas de transgénero para el Huffington Post y xojane. Mock está trabajando en su libro de memorias "FishFood" que se publicara en octubre de 2013 en EE.UU. 
El comienzo de su cambio
Mock comenzó a hormonarse con 15 años y sin supervisión médica, gracias a una amiga suya, Wendy, también transexual, que le iba vendiendo las pastillas, hasta que su madre se enteró. Entonces la llevó a un endocrino para que la pusiese en tratamiento. Sus padres se separaron cuando ella era muy joven, su madre decidió que Janet se fuera con su padre, a California, para que tuviese una influencia más masculina, aunque eso le dio igual porque ella no había nacido para ser Charles, ni su forma de andar, de hablar, de comportarse eran las de un hombre. Ella tenía como amiga a la hija de los vecinos de su abuela, con la que jugaba a las muñecas, pero un día decidieron maquillarse y también se puso un muumuu (la falda tradicional de flores exóticas), su abuela al verla quedó horrorizada y la llevó castigada a su patio. Años más tarde cuando cumplió los 18 viajó a Tailandia para hacerse la operación de reasignación de sexo.